# Albert Schedin
Karl Albert Schedin, född 26 oktober 1871 i Göteborg, död 21 september 1940 i Lund, var en svensk bokhandlare.
Albert Schedin var son till fabrikören Carl Schedin. Efter läroverksstudier i Göteborg och kontorspraktik i England innehade han 1887–1897 olika bokhandelsanställningar bland annat i Lübeck och Antwerpen. År 1897 övertog han tillsammans med brodern Oskar Schedin Ph. Lindstedts universitetsbokhandel i Lund. De upparbetade energiskt den gamla firman, återupptog utlandsförbindelserna och drev företaget till ett av Sveriges främsta. Det ombildades 1910 till aktiebolag med Oskar Schedin som verkställande direktör. Från 1919, då Oskar Schedin lämnade företaget, var Albert Schedin verkställande direktör. Han var under många år vice ordförande i Svenska bokhandlareföreningens centralstyrelse och från 1930 ordförande i dess skånekrets. Schedin är begravd på Norra kyrkogården i Lund.